# 锈色黑鹂属
锈色黑鹂属为擬黃鸝科下的一个屬，屬下一共兩種，皆分布于北美洲。本屬鳥類的特徵是成年雄性的羽毛顏色大部分為黑色，雌性為深灰褐色。都會遷徒至美國南部至墨西哥，儘管某些锈色黑鹂的族群一整年都在美國西部生活。

## 物种
此屬下含两种：

- 锈色黑鹂 Euphagus carolinus
- 蓝头黑鹂 Euphagus cyanocephalus

此外，本屬還有已滅絕的史前物種大嘴黑鹂（Euphagus magnirostris） 是晚更新世時期的物種，這些化石發現在加州的拉布雷亞瀝青坑（Rancho La Brea），秘魯西北部的塔拉拉瀝青坑（Talara Tar Seeps）和委內瑞拉的梅內德因西特瀝青坑（Mene de Inciarte Tar Seeps）。這物種可能跟一群更新世時期的巨型動物共同共榮，最後跟著巨型動物群一同滅絕。